# El Molar
|  | Pel municipi madrileny vegeu El Molar (Madrid) |

El Molar és un municipi de la comarca del Priorat, situat a l'extrem occidental de la comarca. És al límit amb la Ribera d'Ebre, i limita al nord amb el terme de la Figuera, a llevant amb el Lloar, Bellmunt del Priorat i el Masroig, i al sud amb aquest mateix darrer terme, tots ells del Priorat. Pel costat de ponent té el terme de Garcia, pertanyent a la Ribera d'Ebre.

## Etimologia
Es tracta d'un derivat de la paraula comuna "mola", de la qual deriva "molí". És, doncs, un topònim romànic, possiblement descriptiu d'una antiga realitat: la presència de diversos molins en els seus entorns, o bé que n'extraguessin pedres bones per fer les moles dels molins. És més versemblant que el topònim "el molar" vingui del lloc on es feien moles d'esmolar, de pedra arenosa de color roig que hi és abundant i que encara queden restes d'una pedrera amb una mola a mig tallar.
La paraula "mola" referida a una muntanya és una significació més moderna, obtinguda per metàfora, de la mola que és la base dels molins.

## Geografia
- Llista de topònims del Molar (Orografia: muntanyes, serres, collades, indrets..; hidrografia: rius, fonts...; edificis: cases, masies, esglésies, etc).

El terme del Molar, que té una forma que recorda una V, és força accidentat. Tot el límit de llevant està format per la llera del riu de Montsant, fins que s'uneix al riu Siurana. Aleshores és aquest qui marca el termenal, principalment el meridional. La resta del terme és un cúmul de serretes i barrancs que van cap al Riu de Montsant procedents de les serres del nord del terme. El Riu de Montsant entra en el terme a 114 m. alt., i s'aboca en el Siurana, en el lloc conegut com los Dos Rius, a 95. Quan el Siurana abandona el Molar, es troba a uns 45 metres d'altitud.
Per contra, les serres del nord del terme assoleixen els 500 metres al nord-oest i els 461 al nord-est. Des del riu de Siurana, la línia del terme s'enfila per una carena que delimita el Priorat i la Ribera d'Ebre, fins al Coll dels Romeus, a 248 m. alt., després al Coll de l'Estel, de 168, cap al Coll del Clot de l'Heura, a 388, i, finalment, a la Punta del Segarra, de 494, que és l'extrem nord-occidental del terme municipal. D'aquí, ja cap a llevant, va cap al Coll de la Garganta, de 500 metres, la Serra del Murallo, entre 475 i 425 m. alt., el Pedreny, de 406, des d'on trenca cap al sud-est. Va baixant fins a prop del nord del poble, al lloc anomenat Santa Teresa, de 295 m. alt., i torna a trencar cap a llevant primer, després cap al nord-est, seguint la serra anomenada la Cresta, que separa el Lloar del Molar. Així, es va enfilant fins als 461. Aleshores, troba el barranc del Trenc, molt a prop del poble del Lloar, i ja va de dret cap al riu de Montsant.
A l'interior del terme hi ha alguns cims i serres destacats: al nord-oest, la Moleta, de 306 m. alt., i el Coll de l'Àliga, de 384. A la part de llevant, la Serra de Badaceli, d'uns 250 m. alt. Al sud, el Coll del Molí, de 173, i el Tossal d'en Plom, també de 173.
A part dels dos rius termenals ja esmentats, tot de barrancs solquen el terme municipal. És afluent del Montsant el barranc del Trenc, ja esmentat, termenal amb el Lloar, i del Siurana la resta: barranc dels Garranxons, del Mas del Metge, del Mas del Rasquerà, de Badaceli, de Santa Càndia, del Bartolí, dels Ginebrars i de Boïcs, ja termenal amb Garcia.
Al sector nord-oest del terme es forma un barranc que va a abocar-se directament a l'Ebre, al nord de Garcia. És el barranc del Rec de Bas, format, dins del Molar, pels barrancs dels Comuns-que baixa de la Figuera-, el del Basili i, en la seva capçalera, el barranc de les Terres Noves.
A la Serra de Badaceli hi ha una mina mineralògica, la Mina del Tosquelles. També hi ha altres mines, al costat de llevant del poble: Mina Lluça, Mina del Mas de la Nadala...

### Muntanyes
- Coll dels Romeus (526,2 m.[1]) 41° 8′ 55.48″ N, 0° 41′ 13.51″ E / 41.1487444°N,0.6870861°E Cim compartit amb Garcia.
- Punta del Segarra (494,3 m.[2]) 41° 11′ 7.436″ N, 0° 39′ 31.17″ E / 41.18539889°N,0.6586583°E Cim compartit amb Garcia.

## Comunicacions
Travessen el terme quatre carreteres: T-730 (T-714, a la Torre de l'Espanyol-el Molar), T-731 (Garcia-el Molar), T-732 (El Molar-el Lloar) i T-734 (N-420, a Marçà-el Molar).

## Història
Abans del nucli actual, van existir dos poblats en aquest terme. El més antic data dels segles VII i VI aC. Els vestigis d'aquest nucli estan situats al cim de la muntanyeta anomenada Mont Calvari. S'han trobat urnes i estris de ferro que, segons sembla, són els més antics trobats a Catalunya.
L'altre poblat, situat en un replà molt a prop de la font, cap a la banda de ponent, era d'origen romà. S'hi han trobat restes de ceràmica i lloses que probablement pertanyien al cementiri.
Després de la destrucció d'aquest últim poblat, el terme del Molar, integrat al de Garcia, quedà convertit en un terreny ple de boscos.
L'actual poble va néixer a finals del segle xiii i principis del XIV, a l'ombra d'una casa de pagès anomenada Mas d'en Bas, el primer a ser repoblat després de la Reconquesta. Fins a mitjan segle xix, el Molar va estar vinculat al municipi de Garcia, com fa palès un document de 1156 en què Ramon Berenguer IV cedia el territori al monestir de Poblet.
Durant el segle xiii el senyor de les terres fou Pere de Berga, que en vengué la senyoria a Martí de Vall-llebrer. El 1309 passaren a mans de Guillem d'Entença, incorporant-se així a la baronia de Prades, que més tard es convertiria en el comtat de Prades.
Durant la Guerra del Francès, les tropes napoleòniques ocuparen el lloc en diverses ocasions. La primera el 1810, quan el poble fou objecte de pillatge. Entre 1833 i 1839 la població es va veure afectada per una epidèmia de còlera.
El Molar fou bombardejat per avions alemanys durant la Guerra Civil. La Mina Lussa (Mina Lluça) es va utilitzar com a hospital de campanya durant la batalla de l'Ebre.

## Cultura
L'església parroquial està dedicada a Sant Roc. Fou construïda el 1788 i és d'estil neoclàssic. És de nau única amb cor i capelles laterals. El campanar és adossat. L'església va quedar mig destruïda durant un incendi fortuït esdevingut el 1901.
El Molar celebra la seva festa major a mitjan agost, coincidint amb la festivitat de Sant Roc. El poble ha recuperat una antiga festa popular coneguda amb el nom de Festa de les Xiques, que se celebra el 8 de desembre i en la qual els actes principals són la cercavila per repartir coques i el ball de jotes.
Als voltants de Setmana Santa també se celebren les Jornades Culturals anuals, promogudes pel COR (Centre Obrer Recreatiu), i amb la participació de les diferents entitats del poble. Durant les Jornades se celebren diferents activitats culturals (conferències, xerrades, exposicions, etc.).
Al Molar hi la seu de l'associació cultural "Centre Quim Soler, la literatura i el vi", d'àmbit d'actuació comarcal, que organitza activitats que relacionen els dos mons, el literari i el vinícola.
N'és fill el sacerdot i compositor Joan-Baptista Rebull i Lluís.

## Economia
La base econòmica del municipi és l'agricultura, en el marc de la qual destaca el conreu de la vinya, l'olivera i l'ametller. Disposa de cooperativa agrícola des del 1950. Una part de les terres del poble pertanyen a la DOQ Priorat; la resta pertanyen a la DO Montsant.
Antigament, la principal activitat econòmica era l'explotació d'unes mines de galena. A causa de la seva baixa rendibilitat, l'explotació quedà abandonada. Moltes mines, de profunditat considerable, es troben plenes d'aigua. Una part d'aquesta aigua s'aprofita per a regar les terres del voltant.

## Demografia
| 1497 f | 1515 f | 1553 f | 1717 | 1787 | 1857 | 1877 | 1887 | 1900 | 1910  |
| ------ | ------ | ------ | ---- | ---- | ---- | ---- | ---- | ---- | ----- |
| -      | -      | -      | -    | -    | 699  | 769  | 885  | 868  | 1.221 |

| 1920 | 1930 | 1940 | 1950 | 1960 | 1970 | 1981 | 1990 | 1992 | 1994 |
| ---- | ---- | ---- | ---- | ---- | ---- | ---- | ---- | ---- | ---- |
| 923  | 864  | 618  | 594  | 643  | 505  | 346  | 339  | 318  | 318  |

| 1996 | 1998 | 2000 | 2002 | 2004 | 2006 | 2008 | 2010 | 2012 | 2014 |
| ---- | ---- | ---- | ---- | ---- | ---- | ---- | ---- | ---- | ---- |
| 280  | 277  | 289  | 295  | 284  | 302  | 293  | 297  | 296  | 293  |

| 2016 | 2018 | 2020 | 2022 | 2024 | 2026 | 2028 | 2030 | 2032 | 2034 |
| ---- | ---- | ---- | ---- | ---- | ---- | ---- | ---- | ---- | ---- |
| 282  | 281  | 291  | 296  | 307  | -    | -    | -    | -    | -    |

El 1860 es desagrega de Garcia.

## Política

### Eleccions municipals
Llista d'alcaldes i nombre de regidors per partit
| Junts                                    | -      | -  | -  | -  | -  | - | - | - | - | - | 2 | 1 |
| PSC                                      | -      | -  | -  | -  | -  | 2 | - | 3 | 3 | - | - | - |
| PP                                       | -      | -  | -  | -  | -  | - | - | - | - | - | - | - |
| ERC                                      | -      | -  | -  | -  | -  | 1 | 2 | - | - | 5 | 5 | 6 |
| CiU                                      | -      | 4  | 3  | 3  | 4  | 4 | 5 | 4 | 4 | 2 | - | - |
| Altres                                   | 2a; 5b | 3b | 4b | 4b | 3b | - | - | - | - | - | - | - |
| Total                                    | 7      | 7  | 7  | 7  | 7  | 7 | 7 | 7 | 7 | 7 | 7 | 7 |
| a Independents; b Agrupació de Molarencs |        |    |    |    |    |   |   |   |   |   |   |   |